# Za'atar

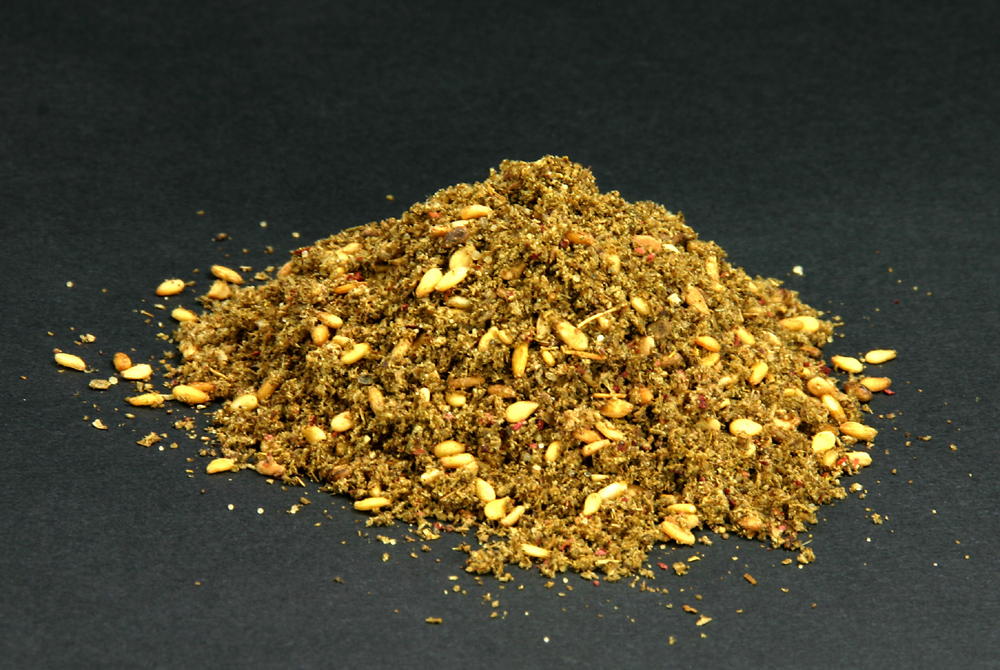
het mengsel

Za'atar is een kruidenmelange uit het Midden-Oosten. Het is ook de naam van een wilde oregano (Origanum syriacum) die verwant is aan marjolein.
De kruidenmelange za'atar bestaat traditioneel uit het kruid zelf, gemengd met sesamzaad en sumak (zure rode gedroogde besjes). Er zijn echter veel variaties op deze mix gangbaar. De melange wordt in het Midden-Oosten bij veel vlees- en groentegerechten gebruikt. In de Levant is brood bestreken met za'atar en olijfolie een gebruikelijk ontbijtgerecht.